# Tribunal administratif de Montreuil
Le tribunal administratif de Montreuil (Seine-Saint-Denis) est un tribunal administratif créé en novembre 2009, le cinquième de la région Île-de-France.
Il est né du constat de la surcharge de travail du tribunal administratif de Cergy-Pontoise, qui gérait les affaires relevant du Val-d'Oise et  Seine-Saint-Denis, et notamment le fort taux de contentieux de l'aéroport de Roissy. En effet, deux tiers de l'activité du tribunal administratif de Cergy relevaient du territoire de la Seine-Saint-Denis. Depuis janvier 2010, Cergy traite les affaires des départements du Val-d'Oise et des Hauts-de-Seine, auparavant traitées à Versailles.
Le tribunal administratif de Montreuil gère environ 8 000 à 10 000 affaires par an avec trois salles d'audience, environ trente magistrats, trente-cinq agents de greffe et cinq agents de justice. L'immeuble de trois étages accueille aussi deux services du Conseil d'État.
Il se situe dans la rue Catherine-Puig.

## Présidents
- 2016-2018 : Dominique Kimmerlin
- Christophe Laurent (depuis 2018)[4]